# أوغدن إل ميلز
أوغدن ليفينغستون ميلز (بالإنجليزية: Ogden Livingston Mills)‏ (و. 1884 – 1937 م) هو سياسي، ومحام من الولايات المتحدة الأمريكية ولد في نيوبورت.
تولى منصب وزير الخزانة الأمريكي في عهد الرئيس هربرت هوفر. وهو عضو في الحزب الجمهوري .

## التعليم
تعلم في كلية هارفارد للحقوق، وجامعة هارفارد.